# گویدو فانتونی
گویدو فانتونی (ایتالیایی: Guido Fantoni؛ ۴ فوریه ۱۹۱۹ – ۲۸ دسامبر ۱۹۷۴) کشتی‌گیر اهل ایتالیا بود.
وی در مسابقات کشوری و بین‌المللی در مجموع برندهٔ ۲ مدال برنز شده‌است.